# Carlo Lauberg
Carlo Lauberg, devenu ensuite Charles Jean Laubert, né à Teano le 8 septembre 1762 mort à Paris le 2 novembre 1834, est un homme politique, révolutionnaire et scientifique italien naturalisé français.

## Biographie
Il est le fils d'un officier de l'Armée espagnole qui avait accompagné Charles de Bourbon à la conquête du royaume de Naples en 1734. Il a été professeur de mathématiques et de sciences à l'école royale de Chieti et de la Nunziatella. Dans sa jeunesse, en 1792, avec Annibale Giordano, Carlo Lauberg a ouvert à Naples l'Académie de la Chimie en fait devenue un club en faveur de la Révolution française. De nombreux jeunes étudiants pro-républicains ont participé à ses réunions, comme Antonio Savaresi. À la fin de 1792 , il fut l'un des Napolitains à avoir rencontré l'amiral français Latouche-Tréville, ce qui fit de lui, par suite de ces réunions, l'objet des persécutions de Ferdinand IV de Naples. Franc-maçon en 1793, avec l'aide des autres frères francs-maçons dont Francesco Saverio Salfi et Francesco Mario Pagano, Lauberg a fondé la « Société patriotique » ou la « Société des Jacobins de Naples ». En 1794, il a été forcé de fuir Naples et de se retirer à Oneglia, conquise un an avant par les troupes françaises du général Anselme, et alors administrée par le commissaire de la révolution Philippe Buonarroti. Il finit par s'engager comme pharmacien dans le corps de Santé militaire.
Prenant en 1796 la suite de l'armée de Napoléon, Carlo Lauberg, est retourné à Naples avec le général Championnet, le 5 décembre 1798. Avec Antonio Jerocades il fonde la Société patriotique napolitaine. Le 23 janvier 1799 (4 pluviôse), avec le décret de Championnet, Lauberg est nommé président du gouvernement provisoire et constituant de la République parthénopéenne. Comme beaucoup de dirigeants qui avaient été exilés en France, Lauberg a été jugé extrémiste et sa politique contestée par de « bons républicains » modérés de Ignazio Ciaia, comme par les anciens aristocrates. L'autorité de Carlo Lauberg a aussi souffert négativement des difficultés de Championnet, qui avait été rappelé en France, incarcéré le 24 février 1799, et remplacé par le général MacDonald. En conséquence, le 25 février 1799, Carlo Lauberg a été remplacé à la tête de la République napolitaine, par Ignazio Ciaia.
Abandonnant toute activité politique, il rejoint la France où il se consacre à la profession de pharmacien. Il a obtenu la citoyenneté française, changé son nom en Charles Jean Laubert, et finalement a vécu à Paris, en se consacrant à des activités de recherche : sur l'isolement et l'étude des propriétés de la quinquina.

## Distinctions honorifiques
- Il est devenu membre de l'Académie de médecine et a également obtenu la Légion d'honneur pour ses réalisations scientifiques.
- On a donné son nom, au genre Laubertia des Apocynaceae[5]